# Железнодорожная линия Овинище — Весьегонск
Овинище — Весьегонск — тупиковая однопутная 42-километровая железнодорожная линия, относящаяся к Октябрьской железной дороге, проходящая по территории Весьегонского района Тверской области (Россия) от путевого поста Овинище II, расположенного на железнодорожной линии Москва — Сонково — Мга — Санкт-Петербург (которая на разных участках называется Савёловским радиусом и Мологским ходом), до тупиковой станции Весьегонск и обеспечивающая связь расположенного на северо-восточной окраине Тверской области города Весьегонска с железнодорожной сетью страны.
Линия Овинище — Весьегонск — Суда, построенная в конце 1910-х — начале 1920-х годов, во время гражданской войны, имела стратегическое значение и должна была обеспечить рокадную связь между строящимся «резервным» ходом Москва — Петроград (через Сонково — Мгу) и магистральной железнодорожной линией Петроград — Вологда в ситуации угрозы наступления белогвардейских войск на Петроград. По некоторым данным, сквозное движение на линии Овинище — Весьегонск — Суда существовало в течение непродолжительного времени, однако после разрушения деревянного моста через реку Мологу движение на участке Весьегонск — Суда прекратилось, а сам участок, утративший к тому времени военное значение, вскоре был разобран, а после заполнения Рыбинского водохранилища в 1940 году окончательно прекратил своё существование.
Участок Овинище II — Весьегонск, ставший тупиковым и используемый для организации железнодорожного сообщения с Весьегонском, сохранился до наших дней и был включён в список объектов историко-культурного наследия как одна из первых железных дорог, построенных при советской власти. В настоящее время (по состоянию на начало XXI века) линия Овинище — Весьегонск считается одной из самых малодеятельных и убыточных в регионе и некоторое время находилась под угрозой закрытия.

## Предпосылки для строительства и проектирование железной дороги
Вопрос о строительстве железнодорожной линии до Весьегонска встал в конце XIX века по мере развития железнодорожной сети и изменения торговых путей в центральной части России, а особо актуальным стал после того, как в 1899 году была проведена линия от узловой станции Савелино (ныне — Сонково) до города Красного Холма, от которого оставалось около 80 вёрст (85 километров) до Весьегонска. В дальнейшем предполагалось, что железнодорожная линия протяжённостью около 110 вёрст (117 км) пройдёт от Красного Холма в северном направлении через Весьегонск до соединения с Северной железной дорогой на участке Бабаево — Череповец у посёлка Суда.
Потребность Весьегонска в железнодорожной линии объяснялась относительно высокой плотностью населения (по данным за 1898 год, Весьегонский уезд насчитывал 170 тысяч жителей и по плотности населения занимал одно из первых мест в Тверской губернии) при сохранявшейся труднодоступности местности и плохой транспортной связи. Так, Весьегонск был связан с внешним миром посредством навигации по Волге и системе соединённых с ней рек, а зимой транспортная связь прекращалась (по другим данным, имелась также дорога до ближайшей станции — Красного Холма, но она была весьма плохого качества). В поддержку строительства железной дороги высказывались и местные помещики — владельцы лесных дач, заинтересованные в сбыте древесины на производство шпал и упрощении вывоза леса на продажу после постройки дороги. Проектируемая дорога должна была пройти через местности, богатые лесом, дав тем самым импульс развитию лесной промышленности, а также через Уломский железоделательный район, который был расположен недалеко от Весьегонска и в котором было налажено производство гвоздей сначала из местного, а потом и из привозного железа.

Примерная схема недостроенной линии Овинище — Весьегонск — Суда и проекта Овинище — Волга

Один из проектов, обсуждавшихся в конце 1900-х — начале 1910-х годов, предполагал строительство железнодорожной линии Красный Холм — Овинище — Весьегонск — Суда, которая должна была соединить Москву с Череповцом и стать частью крупной магистрали, идущей от Москвы в северном направлении (Москва — Петрозаводск). Этим же проектом предусматривалось строительство линии Мга — Овинище — Волга для соединения по кратчайшему пути Санкт-Петербурга с Рыбинском и создание крупного железнодорожного узла в районе Овинища. К 1913 году железная дорога была продлена от Красного Холма до села Овинище, в котором появилась станция Овинище I.
В то же время к 1917 году близилось к завершению строительство «Мологской железной дороги» (линии Мга — Овинище), оставался недостроенным лишь сравнительно небольшой (около 40 километров) участок Овинище — Сандово, открытие которого замыкало бы линию Москва-Бутырская — Сонково — Мга — Санкт-Петербург, дублирующую главный ход Октябрьской железной дороги (линию Санкт-Петербург — Москва).

## Строительство железнодорожной линии Овинище — Весьегонск — Суда
Небольшой участок железнодорожной линии Овинище — Весьегонск — Суда был построен незадолго до Октябрьской революции. По воспоминаниям В. А. Кривошеина (Бельгийского и Брюссельского архиепископа Василия), работы по строительству линии были начаты в 1916 году под руководством инженера и предпринимателя Чаева, однако после Октябрьской революции они были прерваны и возобновились только при большевиках в 1918 году.
В 1918 году скорейшее завершение строительства железнодорожной линии Овинище — Весьегонск — Суда было признано крайне необходимым для советского государства, находившегося в состоянии гражданской войны. В ситуации угрозы наступления белогвардейских войск на Петроград рокадная линия Овинище — Суда должна была соединить Северную железную дорогу (железнодорожную линию Санкт-Петербург — Череповец — Вологда) с Савёловским радиусом (железнодорожная линия Москва — Сонково — Мга — Санкт-Петербург), выполнявшим функции «резервного хода» Москва — Петроград. Стройка железнодорожной линии Овинище — Суда была объявлена «военно-срочной», и в сентябре 1918 года началось строительство. Органы управления строительством железнодорожной линии были расположены в Весьегонске (единственном городе, через который проходила дорога), главным инженером строительства был назначен инженер А. В. Будасси.
В течение сентября 1918 года были развёрнуты земляные работы в нескольких километрах от Весьегонска у деревни Дели, построены бараки для рабочих и мастерские; к земляным работам активно привлекались жители Весьегонского уезда. В октябре 1918 года на барже «Михаил» по реке Мологе в Весьегонск был доставлен первый паровоз Т-151, начаты работы по изготовлению и укладке шпал на участке. Весной 1919 года по болоту через просеку была проложена линия-времянка (эстакаду строили на сваях, уходивших в болото, и присыпали с платформ землёй), по ней начали движение паровозы Т-151 и Т-152 с балластными составами. В июне 1919 года, вероятно, в результате диверсии, потерпел крушение состав с продовольствием для строителей.
К концу 1918 года начато строительство деревянного моста длиной более 500 метров через реку Мологу, руководство строительством поручено инженеру Н. Н. Лукницкому. В конце 1918 года были построены быки моста через Мологу и ледорезы, которые выдержали сильный ледоход в апреле 1919 года. Весной — летом 1919 года строительство моста было продолжено; при этом фермы для моста поднимались с помощью барж и моста-времянки как бы «по ступенькам». Писательница Людмила Синицына, образно называя мост «восьмым чудом света», рассказывает о нём со слов весьегонского краеведа Бориса Расцветаева:

«Строительство закипело мгновенно и бурно, — записывал Борис Расцветаев, — целая армия плотников вздыбила на берегу горы леса. В этом было что-то былинное. Русский топор создал эти чудно сложенные горы чисто выструганных брёвен, хитро врубленных друг в друга под разными углами. Это было совершенно оригинальное и неповторимое инженерное сооружение: верстовой железнодорожный мост целиком из дерева! Уникальный и единственный. О нём узнал бы весь мир, со временем стали бы ездить путешественники из разных стран, чтобы посмотреть на новое — восьмое — чудо света. Весьегонск стали бы отмечать на карте условным значком „достопримечательность“. Конечно, дерево следовало бы пропитать специальным составом. По вечерам на мосту горели бы керосиновые калильные фонари, а боковыми тротуарами прогуливались бы романтические любители природы. Поезда проходили бы его торжественно-замедленным ходом, с наглухо закрытыми поддувалами и трубой…» Так грезили патриоты Весьегонска.

К началу 1920 года основной объём работы по строительству железнодорожной линии был выполнен, однако острая военная необходимость в этой линии отпала. В феврале 1920 года Совет народных комиссаров РСФСР под руководством В. И. Ленина принял решение перебросить весь кадровый штат строителей линии Овинище — Суда на строительство военно-оперативной железной дороги Красный Кут — Александров Гай — Эмба «Алгемба» (на границе нынешней Саратовской области и Казахстана), и уже в марте задействованные в строительстве рабочие и специалисты во главе с А. В. Будасси были отправлены эшелонами в Новоузенск Саратовской губернии. Линия Александров-Гай — Эмба была не достроена и впоследствии полностью разобрана.
Относительно сроков введения в действие и эксплуатации участков Овинище — Весьегонск и Весьегонск — Суда, а также судьбы деревянного моста через Мологу в различных публикациях содержатся разные сведения. Согласно некоторым публикациям, в 1919 году (практически одновременно с завершением строительства на участке Овинище — Пестово) было открыто сквозное движение по линии Овинище — Суда, либо, как минимум, — движение на 42-километровом участке от Овинище до Весьегонска (вместе со станцией Весьегонск), в других публикациях указывается, что линия Овинище — Весьегонск была официально введена в эксплуатацию только в 1926 году, а об открытии участка Весьегонск — Суда вообще не сообщается. Однако, судя по существующим фотографиям тех лет, можно сказать что участок от станци Суда до реки Мологи был введён в эксплуатацию для лесовозных и товарных составов. Согласно наиболее распространённой версии, участок Весьегонск — Суда с мостом через Мологу в постоянную эксплуатацию не вводился, однако в течение некоторого времени после постройки моста и укладки линии в 1919 году временное сквозное движение рабочих поездов и специальных эшелонов осуществлялось на всей протяжённости линии.

## Превращение линии в тупиковую и её упадок
По сведениям исследователя железных дорог С. Д. Болашенко, участок Овинище II — Весьегонск был реконструирован и продолжал действовать, обслуживая небольшие предприятия Весьегонска, впоследствии на нём было открыто пассажирское сообщение. В 1926 году он был официально введён в эксплуатацию одновременно с открытием конечной станции Весьегонск и промежуточного остановочного пункта Кесьма (в 30 километрах от Весьегонска). В 1932 году была введена в эксплуатацию линия Будогощь — Овинище, замкнувшая «резервный ход» от Москвы до Ленинграда через Савёлово — Мгу — Сонково (по другим данным, строительство было завершено в конце 1910-х — начале 1920-х годов), а появившийся в 5 километрах к западу от станции Овинище I (на месте образовавшегося разветвления линий от Красного Холма на Весьегонск и на Сандово — Мгу) путевой пост Овинище II в том же 1932 году был открыт в качестве остановочного пункта. В 1946 году был открыт ещё один промежуточный остановочный пункт Приворот (в 15 километрах от Весьегонска).
Судьба участка Весьегонск — Суда и моста через Мологу остаётся неясной, и в различных публикациях на этот счёт приводятся разные мнения и предположения. По мнению исследователя С. Д. Болашенко, участок Весьегонск — Суда, скорее всего, был заброшен и частично разобран уже через несколько лет после строительства, крайне маловероятной исследователю представляется версия, что участок оставался действующим вплоть до его затопления при наполнении Рыбинского водохранилища в 1940 году. По данным сайта «Савёловская глухомань», участок был практически построен, однако не был принят в постоянную эксплуатацию, поскольку временный мост через Мологу не отвечал техническим требованиям, а постоянный не успели достроить. По данным газеты «Октябрьская магистраль», движение по линии, установленное в 1919 году, прервалось после пожара на деревянном мосте через Мологу, а по данным писательницы Людмилы Синицыной — этот мост был разрушен через несколько лет после постройки из-за того, что он сильно мешал судоходству:
Заброшенный мост стоял ещё несколько лет, и его опоры чрезвычайно мешали судоходству. Если бы он служил своему назначению, с этим бы мирились, но когда вот так — ни с того ни с сего — брёвна перегораживают ход, естественно, наступил момент, когда его взялись ломать. «То-то было грому, треску и плеску! — вспоминает Расцветаев. — Особенно трудно было расправиться с клиновыми, коваными гвоздями с взъершенными рёбрами („мёртвыми“), которые даже не пытались вытаскивать. Их попросту выпиливали. А когда в конце концов потеряли терпение, — ломать оказалось хуже, чем строить, — решили повалить останки великого творения путём взрывов, что и было приведено в исполнение». 

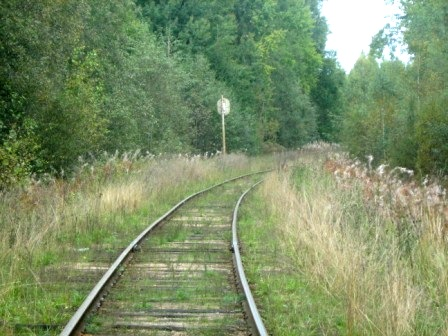
Железнодорожная линия в 2 — 3 километрах от разъезда Овинище II в 2010 году; на фото видна трава, проросшая между шпалами, на заднем плане — железнодорожный светофор

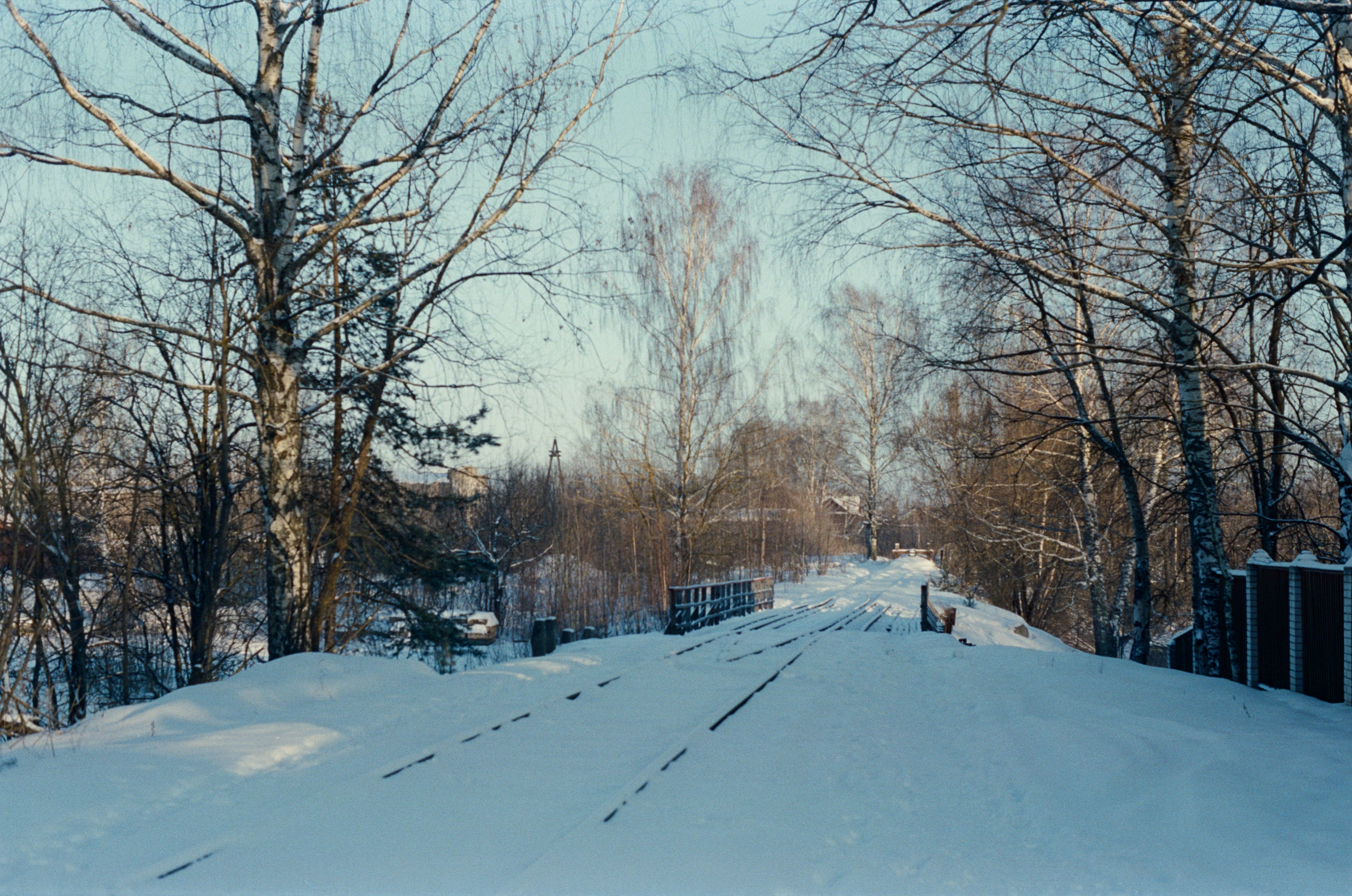
Конец линии, вытяжной тупик в Весьегонске (2020)

После начала Великой Отечественной войны, установления блокады Ленинграда и прекращения движения на ряде участков главного хода Октябрьской железной дороги (линии Санкт-Петербург — Москва), оказавшихся на оккупированной немецкими войсками территории, вновь возникла необходимость в рокадной железной дороге, а 9 декабря 1941 года Государственным комитетом обороны было принято постановление № 1004, предусматривающее строительство железнодорожной линии Весьегонск — Суда. Однако это решение выполнено не было, а задача соединения направления Москва — Сонково с линией Ленинград — Вологда была решена путём сооружения 48-километровой перемычки Кабожа — Подборовье.
По состоянию на 1959 год грузооборот станции Весьегонск достигал 10 тысяч вагонов в год, по железной дороге на территорию района ввозились топливо, удобрение, строительные материалы, техника, вывозился лес и сельскохозяйственная продукция. В 1990-е годы движение по линии значительно уменьшилось: так, по состоянию на 1990 год по тупиковой станции Весьегонск оно составляло 400—500 вагонов в месяц, однако в течение нескольких лет их количество уменьшилось до 20—30 в месяц; в марте 1997 года при пожаре сгорело здание железнодорожного вокзала на станции Весьегонск.

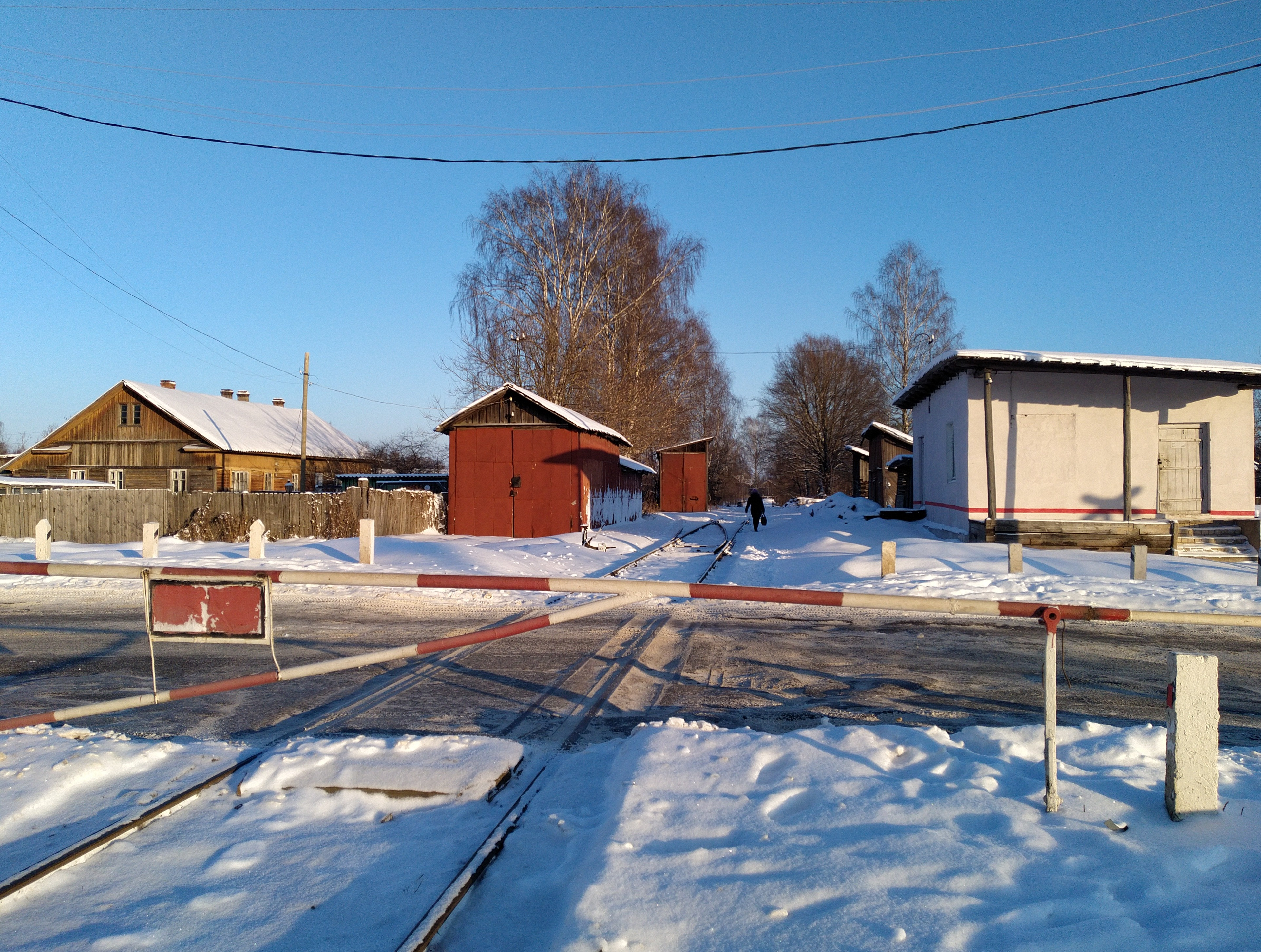
Тупик в Весьегонске (2020)

К концу 1990-х — началу 2000-х годов железнодорожная ветка до Весьегонска стала малодеятельной, а её содержание — сильно убыточным; так, по данным на январь 2006 года из Овинища было отправлено всего 199 пассажиров, из Весьегонска — 475 (итого — около 10 пассажиров в сутки), и Октябрьской железной дорогой неоднократно ставился вопрос о её закрытии, что могло бы не только ухудшить транспортное обслуживание жителей района, но и осложнить деятельность предприятий города (в частности — ныне недействующего Весьегонского маслосырзавода), доставку топлива и продукции сельскохозяйственных предприятий. В результате договорённостей между Октябрьской железной дорогой и администрацией Тверской области и с учётом перспектив развития Весьегонского района железнодорожный участок решили не закрывать.

## Современное состояние
По состоянию на начало XXI века железнодорожная линия Овинище II — Весьегонск имеет протяжённость 42 километра, при этом она ориентирована общим направлением на северо-северо-восток, меняя направление от северо-западного на первых километрах до северо-восточного на последних. Линия начинается у путевого поста Овинище II, расположенного на линии Сонково — Мга (в 338,2 км от Москвы-Бутырской, 395,2 км от станции Мга и 72,8 км от узловой станции Сонково) и заканчивается тупиковой станцией Весьегонск, расположенной на территории одноимённого города недалеко от берега Рыбинского водохранилища на отметке 375,0 км (километраж на линии согласно карте-схеме Октябрьской железной дороги, а также километровым столбам исчисляется от станции Москва-Бутырская). Линия полностью находится на территории Весьегонского района (северо-восток Тверской области) и проходит через территории муниципальных образований «Кесемское сельское поселение» (в южной части), «Ивановское сельское поселение» (в северной части), «городское поселение Весьегонск» (на конечном отрезке). Железнодорожная линия пересекает реку Кесьму (в районе деревень Приворот, Пашково), а также её притоки — реки Андрейку, Потёмку и Желемью. Часть линии протяжённостью примерно 15—20 километров проходит в непосредственной близости от проходящей параллельно автодороги Р-84 (Тверь — Бежецк — Весьегонск — Устюжна) в нескольких километрах от долины реки Кесьма. Самые крупные населённые пункты (помимо Весьегонска), находящиеся в непосредственной близости от линии, — деревни Тимошкино (бывший центр сельского округа) и Иваново (центр сельского поселения), насчитывают, по данным на 2008 год, 144 и 174 жителя соответственно.
По официальным данным (согласно «Тарифному руководству № 4») линия насчитывает 7 станций и остановочных пунктов: путевой пост Овинище II, промежуточные остановочные пункты 340 км, Кесьма, 358 км, Приворот, 366 км, и конечную станцию Весьегонск, эти же промежуточные остановочные пункты упоминаются и в расписании движения поездов на сайте Российских железных дорог, а также в географических атласах. При этом в различных источниках приводятся и иные данные о количестве и наименованиях промежуточных остановочных пунктов между Овинище II и Весьегонском: так, исследователем С. Д. Болашенко, а также на сайте «Железнодорожный справочник» (содержащем информацию из служебных расписаний железных дорог за разные годы) упоминаются 8 промежуточных остановочных пунктов: Плоское (339 км), Пашково (342 км), Кесьма, 346 км, Лукино (354 км), Ивановы Казармы (358 км), Приворот, 366 км. В расписании движения поездов на сайте tutu.ru обозначено только 3 промежуточных остановочных пункта: Кесьма, Приворот и 366 км.
| Километраж | …к общему | Наименование                     | Код АСУЖТ | Местонахождение (ближайший населённый пункт)          | Координаты                      | Год открытия |
| ---------- | --------- | -------------------------------- | --------- | ----------------------------------------------------- | ------------------------------- | ------------ |
| 0,0        | 332,8     | п.п. Овинище II                  | 051411    | Кесемское СП, д. Мякишево, д. Яснево                  | 58°21′20″ с. ш. 36°56′50″ в. д. | 1932         |
| 7,0        | 339,8     | о.п. 340 км (339 км, Плоское)    | 051426    | Кесемское СП, между д. Плоское и д. Пашково           | 58°24′30″ с. ш. 36°58′40″ в. д. | нет данных   |
| 8,2        | 341,0     | о.п. Пашково (342 км)            | нет       | Кесемское СП, д. Пашково                              | 58°25′24″ с. ш. 36°59′26″ в. д. | нет данных   |
| 12,2       | 345,0     | о.п. Кесьма                      | 051430    | Кесемское СП, д. Бол. Фоминское                       | 58°26′50″ с. ш. 37°02′00″ в. д. | 1926         |
| 13,2       | 346,0     | о.п. 346 км                      | нет       | Кесемское СП, д. Бол. Фоминское                       | 58°26′50″ с. ш. 37°02′00″ в. д. | нет данных   |
| 21,2       | 354,0     | о.п. Лукино (354 км)             | нет       | Ивановское СП, д. Лукино                              | 58°30′48″ с. ш. 37°03′57″ в. д. | нет данных   |
| 25,2       | 358,0     | о.п. 358 км (Ивановские казармы) | 051445    | Ивановское СП, д. Иваново                             | 58°32′40″ с. ш. 37°03′50″ в. д. | нет данных   |
| 27,2       | 360,0     | о.п. Приворот                    | 051457    | Ивановское СП, д. Приворот                            | 58°34′20″ с. ш. 37°04′50″ в. д. | 1946         |
| 33,2       | 366,0     | о.п. 366 км                      | 051464    | Ивановское СП, д. Самша 2-я                           | 58°36′10″ с. ш. 37°08′20″ в. д. | нет данных   |
| 42,2       | 375,0     | ст. Весьегонск                   | 051604    | г. Весьегонск (ул. Коммунистическая, ул. Станционная) | 58°39′10″ с. ш. 37°15′50″ в. д. | 1926         |

Участок Овинище II — Весьегонск представляет собой один перегон, путевого развития между конечными станциями нет. Линия на всём протяжении однопутная, неэлектрифицированная, оборудована полуавтоматической блокировкой, на ней лежат рельсы 1929 года выпуска (капитальный ремонт линий Савёловского хода в 1986 году эту линию не затронул), закреплённые на деревянных шпалах (железобетонные брусья на стрелочных переводах имеются только на станции Весьегонск). На путевом посту Овинище II помимо пассажирской платформы (рядом со стрелочным переводом на Весьегонск) имеется деревянное станционное здание, на конечной станции Весьегонск — путевое развитие, грузовой двор и здание управления станцией, также используемое для размещения железнодорожных касс после случившегося в 1997 году пожара, уничтожившего старое деревянное здание вокзала. Линия обслуживается Сонковской дистанцией пути, а также Бологовской дистанцией сигнализации, централизации и блокировки, которая в начале 2000-х годов проводила кодирование путей на участке приближения к станции Весьегонск и установку сбрасывающих предохранительных устройств.
По данным, приводимым С. Д. Логачёвым со ссылкой на наблюдения очевидца А. Ломакина, следы разобранной железнодорожной линии Весьегонск — Суда сохранились у деревни Пленишник Ягницкого сельского поселения Череповецкого района Вологодской области (через пролив напротив Весьегонска) в виде просеки, невысокой насыпи, некогда использовавшейся в качестве лесной дороги, называемой местными жителями «линией» и ошибочно принимаемой ими за бывшую узкоколейку времён Великой Отечественной войны. Вдоль насыпи проходит небольшой ров, из которого, вероятно, брали землю для насыпи. Аналогичные следы обнаружены на одном из островов Рыбинского водохранилища, образовавшемся после его затопления.
|                                                      |  |                                            |  |                                            |  |                              |  |
| Ответвление на Весьегонск (справа) у п.п. Овинище II |  | Один из промежуточных остановочных пунктов |  | Мост через ручей на подъезде к Весьегонску |  | Тупиковая станция Весьегонск |  |

## Движение по линии
По данным, приводимым С. Д. Болашенко по состоянию на начало 2006 года, на линии в ежедневном обращении по маршруту Сонково — Весьегонск находилась одна пара грузопассажирских поездов в сутки. В составе поезда, приводимого в движении тепловозом (на одной из фотографий 2006 года изображён двухсекционный тепловоз 2М62У с бортовым номером 0078, работавший на участке) ежедневно следовали пассажирские вагоны пригородного сообщения, три раза в неделю — беспересадочные вагоны и иногда — грузовые вагоны.

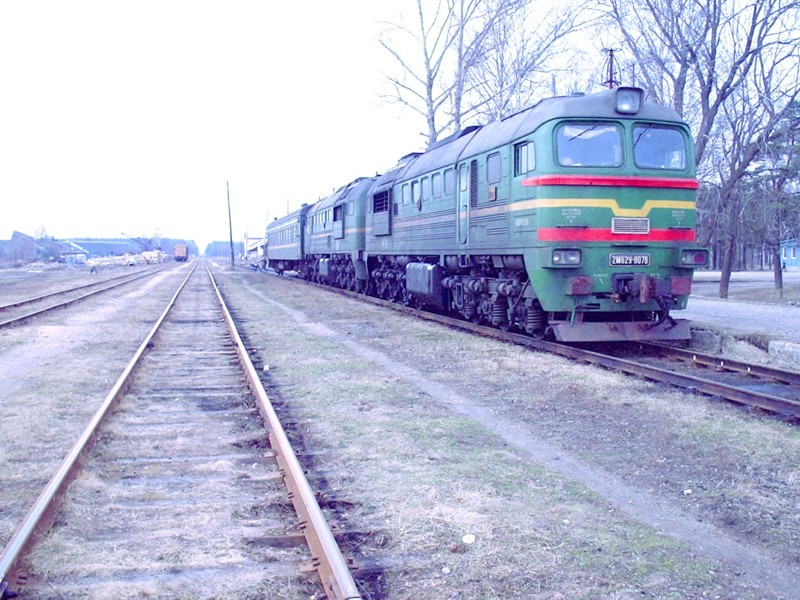
Тепловоз 2М62У-0078 с пассажирским вагоном у пассажирской платформы тупиковой станции Весьегонск

Согласно расписанию движения поездов (по состоянию на 2011 год) по линии раз в сутки проходят пассажирский поезд Сонково — Весьегонск № 954А(№ 6984) (отправлением из Сонково в 7.40, следованием через Красный Холм в 8.33, Овинище II в 9.41 и прибытием в Весьегонск в 11.05) и обратный ему пассажирский поезд Весьегонск — Сонково № 953А(№ 6983) (отправлением из Весьегонска в 14.11, следованием через Овинище II в 15.36, Красный Холм в 16.48 и прибытием в Сонково в 17.40), средняя скорость движения в соответствии с ведомственными документами — до 40 километров в час. В составе поезда 3 раза в неделю следовал вагон беспересадочного сообщения Москва — Весьегонск (Весьегонск — Москва) и по определённым дням согласно расписанию — другой беспересадочный вагон Санкт-Петербург — Весьегонск (Весьегонск — Санкт-Петербург), следующие до Сонково (от Сонково) в составе поездов Москва — Рыбинск (Рыбинск — Москва) и Санкт-Петербург — Сонково (Сонково — Санкт-Петербург).
В мае 2012 года прекратилось движение вагонов беспересадочного сообщения до Москвы и Санкт-Петербурга в составе пригородных поездов на Весьегонск.
Пассажирское сообщение с Весьегонском фактически дублируется автомобильным транспортом, на Весьегонском направлении налажено движение автобусов и маршрутных такси, следующих по региональной трассе Р-84 в направлении Красного Холма, Бежецка и Твери. Прямого автобусного сообщения между станциями Сонково и Весьегонск нет.

## Дорога в литературе
Тема строительства железнодорожной линии Овинище — Весьегонск — Суда неоднократно упоминалась как в воспоминаниях современников событий, так и в более поздних публикациях литераторов, публицистов и исследователей-краеведов. Воспоминания о строительстве железнодорожной линии и моста через Мологу содержатся в книге воспоминаний А. И. Тодорского (советского военачальника, работавшего в конце 1910-х в Весьегонске) «Год с винтовкой и плугом», опубликованной в 1958 году, а также мемуарах белогвардейца и церковнослужителя В. А. Кривошеина, впоследствии эмигрировавшего в Бельгию и получившего назначение на должность Бельгийского и Брюссельского архиепископа, опубликованных в России в 1998 году.
Предпосылки для строительства железной дороги до Весьегонска, возникшие в конце XIX — начале XX века, описывает Б. Ф. Купцов, весьегонский краевед и автор двухтомника «Весьегонск. Вехи истории». Поспешное строительство железнодорожной линии Овинище — Суда описывается в книге В. К. Лукницкой «Перед тобой земля» со ссылкой на воспоминания её мужа — поэта и путешественника П. Н. Лукницкого, в молодости работавшего на строящейся линии десятником, подручным слесаря депо, кочегаром и помощником машиниста. Драматическая судьба построенного, но не введённого в постоянную эксплуатацию и впоследствии разрушенного деревянного моста через Мологу описывается писательницей Л. А. Синицыной со ссылкой на воспоминания весьегонского старожила и краеведа Б. А. Расцветаева в статье «Униколоссавр», опубликованной в журнале «Дружба народов» в 2001 году.
По состоянию на начало XXI века железнодорожная линия Овинище — Весьегонск (в контексте истории её сооружения, нынешнего состояния и дальнейших перспектив) является предметом интересов и интернет-публикаций исследователя железных дорог России и стран бывшего СССР С. Д. Логачёва, авторского коллектива любительского сайта «Савёловская глухомань» во главе с кандидатом технических наук Р. Ю. Иванюшкиным, а также немногочисленных публикаций в региональной и железнодорожной прессе.